# Golești (Ștefănești), Argeș
Golești este un sat ce aparține orașului Ștefănești din județul Argeș, Muntenia, România.
Aici se află Muzeul Viticulturii și Pomiculturii.
În satul Golești, se află Conacul Goleștilor, aflat la 10 kilometri de Pitești, este locul unde Tudor Vladimirescu, conducătorul Revoluției de la 1821, și-a trăit ultimele zile de libertate, înainte de a fi prins și ucis de eteriști.

## Monumente
- Curtea Goleștilor